# Modlitwa w chrześcijaństwie
Modlitwa w chrześcijaństwie – dla chrześcijan wierzących w istnienie Boga osobowego modlitwa jest to rozmowa z Nim, zwrócenie się do Boga w prośbie, dziękczynieniu czy uwielbieniu.

Ręce na Biblii, Albrecht Dürer, XVI w.

## W Piśmie Świętym
W Piśmie Świętym istnieje zawartych bardzo wiele fragmentów, gdy ludzie zwracali się na modlitwie do Boga. Najważniejszy dla chrześcijan jest przykład Jezusa, który "modlił się nie tylko modlitwami liturgicznymi Synagogi; Ewangelie ukazują nam, jak wypowiadał głośno swoją modlitwę osobistą, od wzniosłego błogosławieństwa Ojca (Por. Mt 11, 25–26) aż do trwogi w Getsemani (Por. Mk 14, 36)".
- Czuwajcie więc i módlcie się w każdym czasie. (Łk 21, 36)
- Ty zaś, gdy chcesz się modlić, wejdź do swej izdebki, zamknij drzwi i módl się do Ojca twego, który jest w ukryciu. A Ojciec twój, który widzi w ukryciu, odda tobie. (Mt 6, 6)

## Kościół katolicki

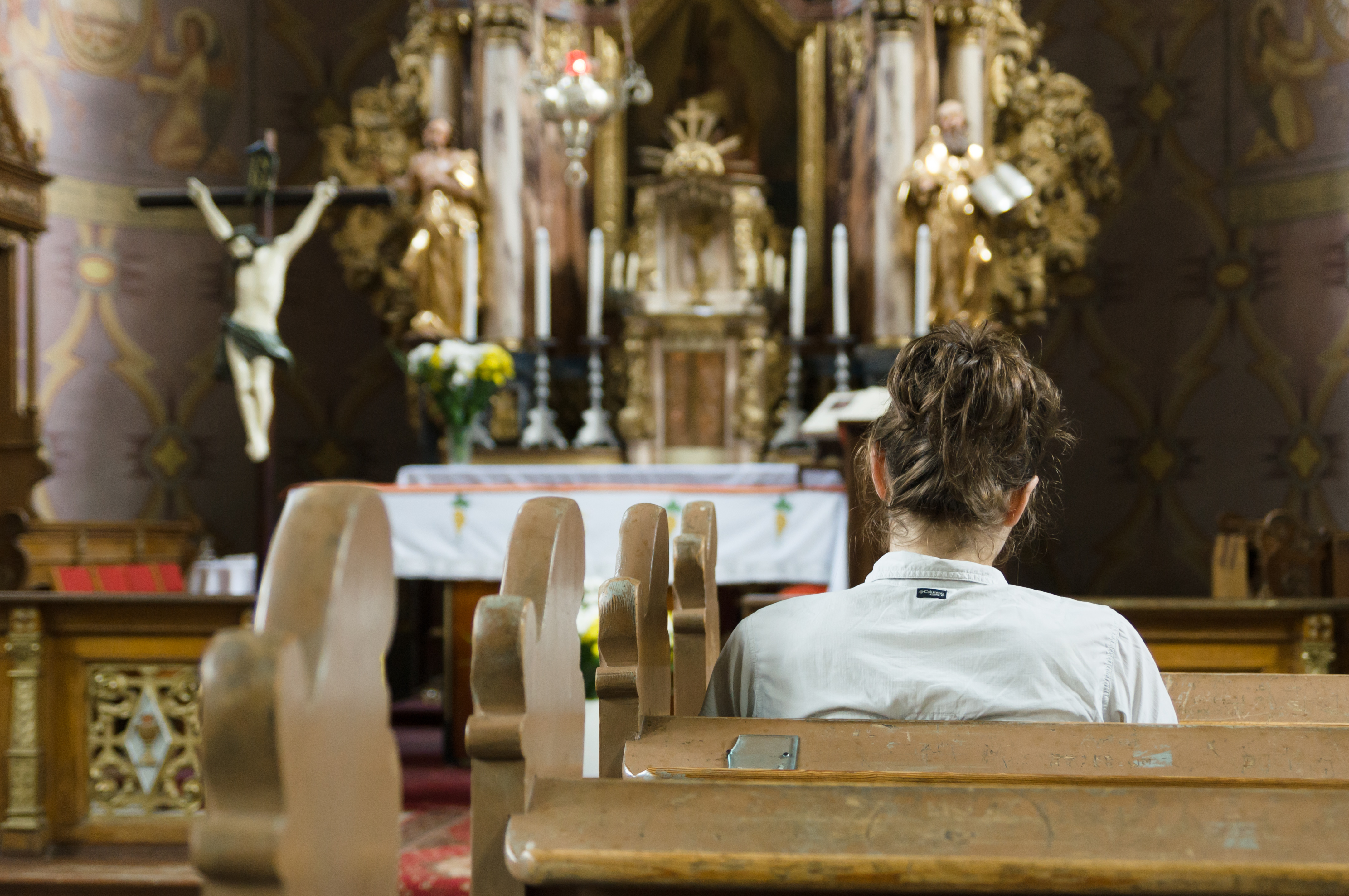
Kobieta modląca się w polskim kościele.

### Definicja modlitwy
Teresa z Lisieux: „Modlitwa jest dla mnie wzniesieniem serca, prostym spojrzeniem ku Niebu, okrzykiem wdzięczności i miłości zarówno w cierpieniu, jak i radości”. Św. Jan Damasceński: „Modlitwa jest wzniesieniem duszy do Boga lub prośbą skierowaną do Niego o stosowne dobra”.

### Cel modlitwy
- Modlitwa usposabia rozum i wolę, aby żyć blisko Boga[4].
- Bez życia modlitwy[doprecyzuj!] sakramenty mają ograniczoną skuteczność w duszy człowieka[5].

### Rodzaje modlitwy
Istnieje wiele sposobów modlitwy w chrześcijaństwie.
Ze względu na cel wyróżniamy następujące typy modlitwy:
- pochwalne
- żałobne
- dziękczynne
- błagalne

### Rozważanie
Medytacja, zwana też rozważaniem czy rozmyślaniem, to rodzaj modlitwy polegający na kierowaniu do Boga swoich myśli, zwracania się do Niego w ciszy, bez używania wyuczonych formuł.

### Różaniec
Różaniec to połączenie modlitwy ustnej oraz kontemplacji tajemnic życia Jezusa i Maryi.

### Modlitwy ustne
Istnieje szereg modlitw, które są odmawiane w ciągu dnia przez wielu chrześcijan. Kościół nie nakazuje jednak odmawiania żadnej z nich.
Przykłady popularnych chrześcijańskich modlitw ustnych:
- Ojcze nasz, Zdrowaś Maryjo, Chwała Ojcu,
- Koronka do Miłosierdzia Bożego,
- jutrznia, nieszpory, godzinki, litania, brewiarz
- modlitwy maryjne: Anioł Pański, Pod Twoją Obronę, Memorare,
- krótkie modlitwy, westchnienia serca: akt strzelisty, akt wiary,
- modlitwa za pośrednictwem świętego.

Katechizm Kościoła mówi: Modlitwa ustna jest niezbędnym elementem życia chrześcijańskiego. Uczniów, przyciąganych cichą modlitwą Nauczyciela, uczy On modlitwy ustnej : „Ojcze nasz”.

### Czas i miejsce modlitwy
Katolicka publicystka Teresa Tyszkiewicz radzi:
"Aby żyć życiem godnym człowieka koniecznie trzeba wygospodarować codziennie przynajmniej 15 minut rano i wieczorem na osobiste spotkanie z Bogiem."
Osoby żyjące w celibacie powinny modlić się ok. 1 h dziennie.
Teoretycznie modlić się można wszędzie. Najbardziej polecane miejsca na modlitwę to:
- kościół czy kaplica
- własny pokój
- modlitwa na świeżym powietrzu (spacer po parku, lesie, ogrodzie)

Dobrze jednak przygotować w domu specjalne miejsce modlitwy, które stanie się przestrzenią twojego spotkania z Bogiem: otwarte Pismo Święte, zapalona świeczka, krucyfiks, święty obrazek, ikona. Możesz usiąść na poduszce lub na dywanie. Ważne jest, żeby przyjąć stabilną pozycję ciała, która pomoże ci się spotkać z Bogiem.

### Cechy dobrej modlitwy
Biskup Józef Sebastian Pelczar w swojej książce  wymienia następujące cechy dobrej modlitwy:
- powinna być kierowana "w imię Jezusa";
- wykonywana „sercem czystym lub skruszonym”;
- z szacunkiem;
- pokorna;
- „z ufnością wytrwałą”;
- w skupieniu.

Jacques Philippe w książce Czas dla Boga opisuje cztery zasady, które mają pomóc lepiej się modlić:
- pierwszeństwo działania Bożego (modlitwa ma mniej polegać na ludzkich staraniach, a bardziej na oddaniu się Bogu)
- pierwszeństwo miłości
- zwracanie się do Jezusa-człowieka, który zbliża człowieka do Boga
- odkrywanie istnienia Boga w sercu modlącego się człowieka[10]

## Protestantyzm
Jak podaje śpiewnik ewangelicki Biblia zachęca nas do codziennej modlitwy o różnych porach. Rolę najstarszego modlitewnika i śpiewnika ludu Bożego pełniła Księga Psalmów. Wykorzystywali je w swojej modlitwie zarówno Żydzi jak i pierwsi chrześcijanie. W kościele codzienna modlitwa liturgiczna znalazła szczególne miejsce najpierw w klasztorach 7 razy w ciągu dnia. Reformacja wprowadziła ją także do innych form społecznego życia religijnego a szczególnie rozwinęła się ewangelickich diakonatach powstałych w dziewiętnastym wieku.
Ta modlitwa liturgiczna przeznaczona jest przede wszystkim dla pewnych grup takich jak duchowni siostry diakonisy studenci teologii i na szczególne okoliczności takie jak konferencje rekolekcje zebrania modlitewne Ale równie dobrze może być odmawiana codziennie w każdym ewangelickim domu przez całą rodzinę.
Modlitwa ta choć zawarta była w agendzie warszawskiej z roku 1889 w starych agendach mazurskich i Śląskich oraz w Starych śpiewnikach ewangelickich to jednak w ostatnim półwieczu zanikła. Jest ona jednak nadal używana zwłaszcza po drugiej wojnie światowej w kościołach luterańskich i reformowanych całego świata.
Z tego powodu uznano, że warto przywrócić jej właściwe miejsce w obecnym śpiewniku i w codziennym życiu modlitewnym kościołów Tym bardziej że jej treść wyrasta z Biblii i przesycona jest Biblią.
Na tak zwaną liturgię godzin składają się psalmy czytania biblijne modlitwy antyfony. Może być ona zmawiana lub śpiewana.
Zwłaszcza modlitwy śpiewane są pełne życia i prowadzą w szczególny sposób do wspólnotowego Uwielbienia Boga.
W kościele wybrano szczególnie cztery pory dnia na codzienną modlitwę liturgiczną rano modlitwa poranna południe modlitwa Południowa modlitwa wieczorna i modlitwa na koniec dnia.

## Świadkowie Jehowy
Świadkowie Jehowy modlą się wyłącznie do Boga Jehowy, nie recytują modlitw z pamięci, ani nie odczytują z np. modlitewnika. Regularnie modlą się swoimi słowami zgodnie ze wzorem modlitwy „Ojcze nasz”. Modlą się osobiście oraz publicznie np. w gronie rodzinnym, przed spożywaniem posiłków, na zebraniach zborowych i większych zgromadzeniach (wówczas w imieniu obecnych modli się na głos wyznaczony wcześniej ochrzczony mężczyzna). Nie modlą się do Jezusa, lecz w jego imię – uznając jego władzę, utożsamiając się z jego uczniami i złożoną przez niego ofiarę, dzięki której mogą przystępować do Jehowy Boga. Nie kierują modlitw także do ducha świętego, świętych, Marii czy też do aniołów. Każdą modlitwę kończą słowem amen.